# Socket.IO
Socket.IO — JavaScript-библиотека для веб-приложений и обмена данными в реальном времени. Состоит из двух частей: клиентской, которая запускается в браузере и серверной для node.js. Оба компонента имеют похожее API.
Socket.IO главным образом использует протокол WebSocket, но если нужно, использует другие технологии, например Flash Socket, AJAX Long Polling, AJAX Multipart Stream, предоставляя тот же самый интерфейс. Помимо того, что Socket.IO может быть использована как оболочка для WebSocket, она содержит много других функций, включая вещание на несколько сокетов, хранение данных, связанных с каждым клиентом, и асинхронный ввод/вывод.
Может быть установлена через npm.

## Обзор
С помощью Socket.IO можно реализовать аналитику в реальном времени, многопользовательские игры, обмен мгновенными сообщениями и совместную работу с документами в реальном времени.
Socket.IO довольно популярен, его используют Microsoft, Yammer, Zendesk, Trello и многие другие организации для создания систем реального времени.